# 오무타 연쇄 살인 사건
오무타 연쇄 살인 사건(일본어: 大牟田4人殺害事件)은 2004년 일본 후쿠오카현 오무타시에서 발생한 연쇄 강도살인 사건이다. 4명이 살해되었다. 일가족 4명이 함께 범행을 저질렀고, 4명 전원이 사형선고를 받았다는 점 때문에 일본 범죄사에서도 이례적인 사례로 간주되는 사건이다.

## 참고 문헌
- 鈴木智彦 (2010년 11월 6일). 《我が一家全員死刑》. コアマガジン. ISBN 978-4862529138.
- 鈴木智彦 (2017년 11월 12일). 《全員死刑 大牟田4人殺害事件「死刑囚」獄中手記》 初版第1刷発行판. 小学館文庫. ISBN 978-4094064759.
- 死刑廃止国際条約の批准を求めるフォーラム90 (2012년 5월 23일). 《死刑囚90人 とどきますか、獄中からの声》 初版第1刷発行판. インパクト出版会. ISBN 978-4755402241.
- 年報・死刑廃止編集委員会 (2015년 10월 10일). 《死刑囚監房から 年報・死刑廃止2015》 初版第1刷発行판. インパクト出版会. ISBN 978-4755402616.
- 年報・死刑廃止編集委員会 (2017년 10월 15일). 《ポピュリズムと死刑 年報・死刑廃止2017》 初版第1刷発行판. インパクト出版会. ISBN 978-4755402807.
- 年報・死刑廃止編集委員会 (2019년 10월 25일). 《オウム大虐殺 13人執行の残したもの 年報・死刑廃止2019》 初版第1刷発行판. インパクト出版会. 269,275쪽. ISBN 978-4755402982.